# Annalena Duken
Annalena Duken, es una actriz y directora alemana.

## Biografía
Es hija de un doctor y de la actriz alemana Christina Loeb, tiene dos hermanos: uno de ellos es el actor Ken Duken.
En 1997 se unió al "Schauspielstudio Gmelin" en Múnich de donde se graduó en 1998.

## Carrera
En el 2000 dio vida a Nora Seide en la serie Aus gutem Haus.
En el 2003 interpretó a la novia Helga Wetzel en un episodio de la serie Café Meineid.
En el 2004 Annalena fundó la compañía de producción "Filmdelikt".
En el 2008 apareció como invitada en la serie Dell & Richthoven donde interpretó a Hannah Richthoven.
En el 2010 apareció como invitada en la serie Rosa Roth donde interpretó a Annemarie Steiner durante el episodio "Das Angebot des Tages", anteriormente había aparecido por primera vez en la serie en el 2003 durante el episodio "Das leise Sterben des Kolibri".

## Filmografía[1]

### Series de Televisión
| Año  | Título                                   | Personaje         | Notas                               |
| ---- | ---------------------------------------- | ----------------- | ----------------------------------- |
| 2013 | Christine. Perfekt war gestern!          | Gina              | episodio "Magic Moments"            |
| 2012 | Heiter bis tödlich - Fuchs und Gans      | Heike Lütting     | episodio "Herzrasen"                |
| 2012 | Klinik am Alex                           | Jenny Merz        | episodio "Gewissensfragen"          |
| 2010 | Rosa Roth                                | Annemarie Steiner | episodio "Das Angebot des Tages"    |
| 2008 | Dell & Richthoven                        | Hannah Richthoven | 4 episodios                         |
| 2008 | Alarm für Cobra 11 - Die Autobahnpolizei | Claudia Arentz    | episodio "Der Verrat"               |
| 2007 | Die Rettungsflieger                      | Patsy             | episodio "Neuanfänge"               |
| 2007 | Pfarrer Braun                            | Joana             | episodio "Das Erbe von Junkersdorf" |
| 2005 | Der Bulle von Tölz                       | Sor Maria Fidelis | episodio "Mord im Kloster"          |
| 2005 | Unser Charly                             | Corinna Voss      | episodio "Ahoi Charly"              |
| 2004 | Küstenwache                              | Natascha          | episodio "Hoher Einsatz"            |
| 2003 | Café Meineid                             | Helga Wetzel      | episodio "Ein guter Start"          |
| 2003 | Dr. Sommerfeld - Neues vom Bülowbogen    | Nadine Kröger     | episodio "Erpresste Liebe"          |
| 2001 | SOKO 5113                                | Monika Bossolt    | episodio "Bodenlos"                 |
| 2001 | Sinan Toprak ist der Unbestechliche      | Natalie Reuter    | episodio "Taipan"                   |
| 2000 | Aus gutem Haus                           | Nora Seide        | 11 episodios                        |
| 2000 | Bei aller Liebe                          | Nina              | episodio "Einmal fliegen"           |
| 1999 | SK Kölsch                                | Sigrid            | episodio "Tod auf dem Rhein"        |

### Películas
| Año  | Título                     | Personaje | Notas                                                           |
| ---- | -------------------------- | --------- | --------------------------------------------------------------- |
| 2003 | From Another Point of View | Betty     | corto - junto a Dominique Pinon, Ken Duken & Marisa Leonie Bach |

### Directora, Productora&Escritora
| Año  | Título              | Notas                         |
| ---- | ------------------- | ----------------------------- |
| 2013 | The List            | productora asistente          |
| 2007 | Bittersüsses Nichts | corto - directora & escritora |